# Wilhelm Sjölander
Jean Otto Wilhelm Sjölander, född 11 juli 1857 i Marbäck, Älvsborgs län, död där 4 april 1932, var en svensk målare.
Han var son till folkskolläraren Per Sjölander och Maria Helena Palm. Sjölander studerade vid Konstakademien 1877–1878 och tillhörde under 1880-talet ett konstnärskotteri i Stockholm som bestod av Herman Norrman, Hjalmar Linde, författaren Gustaf Janson, arkitekten John Bergling och dekorationsmålaren Filip Månsson. Som porträttmålare drog han omkring och var bosatt än på den ena herrgården innan han drog vidare till nästa herrgård för att porträttera gårdens ståndspersoner. ,Sin största beställning fick Sjölander vid Göta artilleriregemente i Göteborg där han anförtroddes uppdraget att måla porträtten av elva regementschefer som verkat vid regementet sedan dess tillkomst 1794. Vid sidan av sitt porträttmåleri målade han även landskapsbilder med motiv från hembygden, ofta med utsikt över sjön Åsunden. Bland hans offentliga arbeten märks altartavlorna till Marbäcks kyrka och Påbo kapell i Västergötland.